# Jed Rees
Jed Rees (Vancouver, 8 de marzo de 1970) es un actor canadiense, reconocido por su participación en las películas Héroes fuera de órbita (1999), Elizabethtown (2005) y Deadpool (2016).

## Filmografía

### Cine y televisión
| Año       | Título                                  | Papel                       | Notas                            |
| --------- | --------------------------------------- | --------------------------- | -------------------------------- |
| 1990–1992 | Neon Rider                              |                             | 2 episodios                      |
| 1991      | 21 Jump Street                          | George                      | 1 episodio                       |
| 1994      | Sleeping with Strangers                 | Jardinero                   |                                  |
| 1994      | Sin & Redemption                        |                             | Telefilme                        |
| 1994      | Moment of Truth:Broken Pledges          | Frank                       | Telefilme                        |
| 1994–1995 | Hawkeye                                 | Peevey                      | 13 episodios                     |
| 1995      | Little Criminals                        | Chet                        | Telefilme                        |
| 1995      | The Final Cut                           | Morrisey                    |                                  |
| 1995      | Eye Level                               |                             | Telefilme                        |
| 1996      | Urban Safari                            |                             |                                  |
| 1996      | Prisoner of Zenda, Inc.                 | Buddy                       | Telefilme                        |
| 1996      | Sliders                                 | Hipster                     | 1 episodio                       |
| 1996      | Fear                                    | Knobby                      |                                  |
| 1996      | The Sentinel                            | Sal                         | 1 episodio                       |
| 1996      | Lonesome Dove: The Outlaw Years         |                             | 1 episodio                       |
| 1997      | Contagious                              | Doug Lamoreaux              | Telefilme                        |
| 1997-1999 | The Outer Limits                        | J.D. Kelton                 | 2 episodios                      |
| 1997      | The X-Files                             | Lucas Menand                | 1 episodio                       |
| 1997      | Viper                                   | Benny                       | 1 episodio                       |
| 1997      | Police Academy: The Series              | Ben Gordon                  | 1 episodio                       |
| 1998      | Goldrush: A Real Life Alaskan Adventure |                             | Telefilme                        |
| 1998      | The Net                                 | Justin Newby                | 1 episodio                       |
| 1998      | The Crow: Stairway to Heaven            | Nytmare                     | 1 episodio                       |
| 1998–1999 | Night Man                               | Mac                         | 2 episodios                      |
| 1999      | Lake Placid                             | Burke                       |                                  |
| 1999      | Dudley Do-Right                         | Lavar                       |                                  |
| 1999      | Daydrift                                | Vic Harlow                  |                                  |
| 1999      | Galaxy Quest                            | Teb                         |                                  |
| 2001–2004 | The Chris Isaak Show                    | Anson Drubner               | 47 episodios                     |
| 2002      | Men With Brooms                         | Eddie Strombeck             |                                  |
| 2003      | Luck                                    | Andrew                      |                                  |
| 2005      | Elizabethtown                           | Chuck Hasboro               |                                  |
| 2005      | Ghost Whisperer                         | Marty Golden                | 1 episodio                       |
| 2005      | The Ringer                              | Glen                        |                                  |
| 2007      | CSI: Crime Scene Investigation          | Jay Finch                   | 1 episodio                       |
| 2008      | The Onion Movie                         | Proteus                     |                                  |
| 2008      | Chuck                                   | Nathan Edward "Ned" Ryerson | 1 episodio                       |
| 2010      | For Christ's Sake                       | Robert                      |                                  |
| 2010      | Cold Case                               | Evan Mazer '10              | 1 episodio                       |
| 2010      | The Con Artist                          | Larry                       |                                  |
| 2011      | Fanboy                                  | Todd                        | Cortometraje                     |
| 2011      | Brain Trust                             | Prof. Nelson Kirby          | Telefilme                        |
| 2011      | Cookie                                  | Bernard                     | Cortometraje                     |
| 2012      | Family Guy                              | Voz                         | 1 episodio                       |
| 2013      | Garbage                                 | Lenny Eaton                 |                                  |
| 2013      | Pretty Little Liars                     | Hector Lime                 | 2 episodios                      |
| 2013      | Grand Theft Auto V                      |                             | Videojuego                       |
| 2014      | Hit by Lightning                        | Rabbi Ben Jacobs            |                                  |
| 2016      | Deadpool                                | Jared                       |                                  |
| 2016      | Castle                                  | Sr. Flynn                   | 1 episodio                       |
| 2016      | Dark Harvest                            | Skeezy                      |                                  |
| 2017      | Pup Star: Better 2ogether               | Roland                      |                                  |
| 2017      | American Made                           | Louis Finkle                |                                  |
| 2018      | Pup Star: World Tour                    | Roland                      |                                  |
| 2018      | Pup Star: Chirstmas                     | Roland                      |                                  |
| 2019      | Pup Academy                             | King                        | Serie de televisión; 2 episodios |
| 2019      | Love, Guaranteed                        | Bill Jones                  |                                  |
| 2022      | Charmed                                 | El Tallyman                 | Serie de televisión; 4 episodios |